# Наваренко, Юрий Александрович
Юрий Александрович Наваренко (укр. Юрій Олександрович Наваренко; 10 сентября 1979, Киев, СССР) — украинский хоккеист, защитник; тренер.

## Биография
Играл за киевские клубы ШВСМ, «Беркут-ППО», «Сокол», испанский «Хака», белорусский «Витебск» и латышский «Металлург» из Лиепаи.
В составе сборной Украины провёл 56 игр, забросил 5 шайб и 17 раз ассистировал партнёрам по команде. Участвовал в отборе к турниру Олимпиады-2010, играл на чемпионатах мира с 2006 по 2011 годы, выступал за молодёжную сборную Украины в 1999 году на чемпионате мира.

## Титулы
- Чемпион Восточно-европейской хоккейной лиги (1999)
- Чемпион Украины (2005, 2006, 2009)
- Чемпион Испании (2002, 2004)
- Чемпион Латвии (2011)
- Бронзовый призёр чемпионата Беларуси (2013, 2014, 2015)